# クリストフ・サンダース
クリストフ・サンダース（Christoph Sanders, 1988年4月21日 - ）は、アメリカ合衆国出身の俳優である。

## 出演作品

### テレビ
- CSI:科学捜査班
- ゴースト 〜天国からのささやき（ネッド・バンクス）

### 映画
- 見えない真実

### オリジナルビデオ
- キューティ・ブロンド3